# Falcons Bad Homburg
Als Falcons Bad Homburg wird die Basketball-Abteilung der Homburger Turngemeinde 1846 bezeichnet, eines Sportvereins in Bad Homburg vor der Höhe. Die 1. Damen-Mannschaft tritt seit 2015 in der 2. Damen-Basketball-Bundesliga Süd an, die 1. Herren-Mannschaft derzeit (Stand 2021) in der Landesliga.

## Geschichte
Der 1846 gegründete Hauptverein ist die Homburger Turngemeinde 1846 e. V. Die Falcons, bzw. die Abteilung Basketball, ist aber finanziell abgekoppelt. Seit dem Aufstieg der 1. Damen-Mannschaft aus der Regionalliga Südwest in der Saison 2014/15 spielen die Falcons durchgehend erfolgreich in der 2. Damen-Basketball-Bundesliga. Bis auf die erste Saison nach dem Aufstieg waren die Falcons hier immer unter den ersten vier Teams der Tabelle. Die gute Nachwuchsarbeit erlaubt den Einsatz vieler heimischer Talente aus der Rhein-Main-Region.
Die Falcons sehen sich als Ausbildungsverein, der jungen Spielerinnen die Möglichkeit bietet, sich auf hohem Niveau weiterzuentwickeln und sich vielleicht sogar für höhere Aufgaben zu empfehlen.
Die Basketball-Abteilung feiert im Jahr 2021 ihr 75-jähriges Jubiläum und ist einer der Gründervereine des Hessischen Basketball-Verbandes. Im Januar 2021 befand sich die Abteilung auf Platz 38 der Top 100 Basketballvereine in ganz Deutschland (aktive Spieler).

## Kader 2022/2023
| Nr.        | Name                     | Ref.                | Position                 | Geburtsdatum | Größe           | im Verein seit | Letzte Vereine und Anmerkungen                                        | Foto |
| ---------- | ------------------------ | ------------------- | ------------------------ | ------------ | --------------- | -------------- | --------------------------------------------------------------------- | ---- |
| 13         | Ida Bokemeyer            | [ 3 ] [ 4 ] [ 5 ]   | Small forward            |              | 1,74 m          | 2020           |                                                                       |      |
| 32         | Natalia Brüning          | [ 3 ] [ 6 ]         | Center                   |              | 1,93 m          |                |                                                                       |      |
| 8          | (Geri) Gergana Georgieva | [ 3 ] [ 7 ] [ 8 ]   | Guard                    | 06.02.1987   | 1,82 m          | 2020           | Mainz, BG Donau-Ries, Septemvri 97 (?)                                |      |
| 4          | Isabel Gregor            | [ 3 ] [ 9 ] [ 10 ]  | Guard, Shooting Guard    | 2001         | 1,66 m          | 2017           |                                                                       |      |
| 7          | Finja Heubel             | [ 3 ] [ 11 ] [ 12 ] | Shooting Guard           |              | 1,75 m          | 2020           |                                                                       |      |
| 6          | Annika Holzschuh         | [ 13 ] [ 3 ]        | Guard, Small Forward     | 11.02.2002   | 1,69 m / 1,70 m | 2021           | Speyer                                                                |      |
| 33 oder 15 | Zoe Janovsky             | [ 3 ] [ 14 ] [ 15 ] | Power Forward            |              | 1,84 m          | 2019           |                                                                       |      |
| 31         | Lisa-Marie Kämpf         | [ 3 ] [ 16 ]        | Power Forward            |              | 1,88 m          |                |                                                                       |      |
| 6 oder 12  | Ana Kammer               | [ 3 ] [ 17 ] [ 18 ] | Power Forward            | 22.01.1986   | 1,80 m / 1,82 m | 2020           | Weiterstadt, Keltern, Rhein-Main B.                                   |      |
| 20         | Allison Kirby            | [ 19 ] [ 3 ] [ 20 ] | Guard, Point Guard       | 12.04.1998   | 1,70 m          | 2022           | Idaho                                                                 |      |
| 23         | Christina Krick          | [ 21 ] [ 3 ] [ 22 ] | Guard, Shooting Guard    |              | 1,70 m          | 2022           | NB Oberhausen, BG Dorsten, BBZ Opladen, Weiterstadt, Neuss, Herner TC |      |
|            | Allie Navarette          | [ 23 ]              | Center, Power Forward    | 16.11.1999   | 1,83 m          | 2022           |                                                                       |      |
| 21         | Emma Rhein               | [ 24 ] [ 3 ] [ 25 ] | Guard, Shooting Guard    | 16.10.2000   | 1,73 m          | 2015           |                                                                       |      |
| 10         | Patricia Sagerer         | [ 26 ] [ 3 ] [ 27 ] | Swingman, Shooting Guard | 1992         | 1,75 m / 1,78 m | 2021           | ASC Mainz, Rhein-Main B. II                                           |      |
| 9          | Tosca Steinhoff          | [ 3 ] [ 28 ] [ 29 ] | Small Forward            |              | 1,72 m          | 2020           |                                                                       |      |
| 6 oder 14  | Franziska Worthmann      | [ 3 ] [ 30 ] [ 31 ] | Shooting Guard, Swingman | 18.12.1986   | 1,78 m          | 2021           | Heidelberg, Neuss, Köln, Chemnitz                                     |      |